# Mirel Rădoi
Mirel Rădoi   (Drobeta-Turnu Severin, 22 de març de 1981) és un exfutbolista romanès de la dècada de 2000.
Fou 67 cops internacional amb la selecció romanesa.
Pel que fa a clubs, defensà els colors de Steaua București i Al-Hilal com a principals clubs.

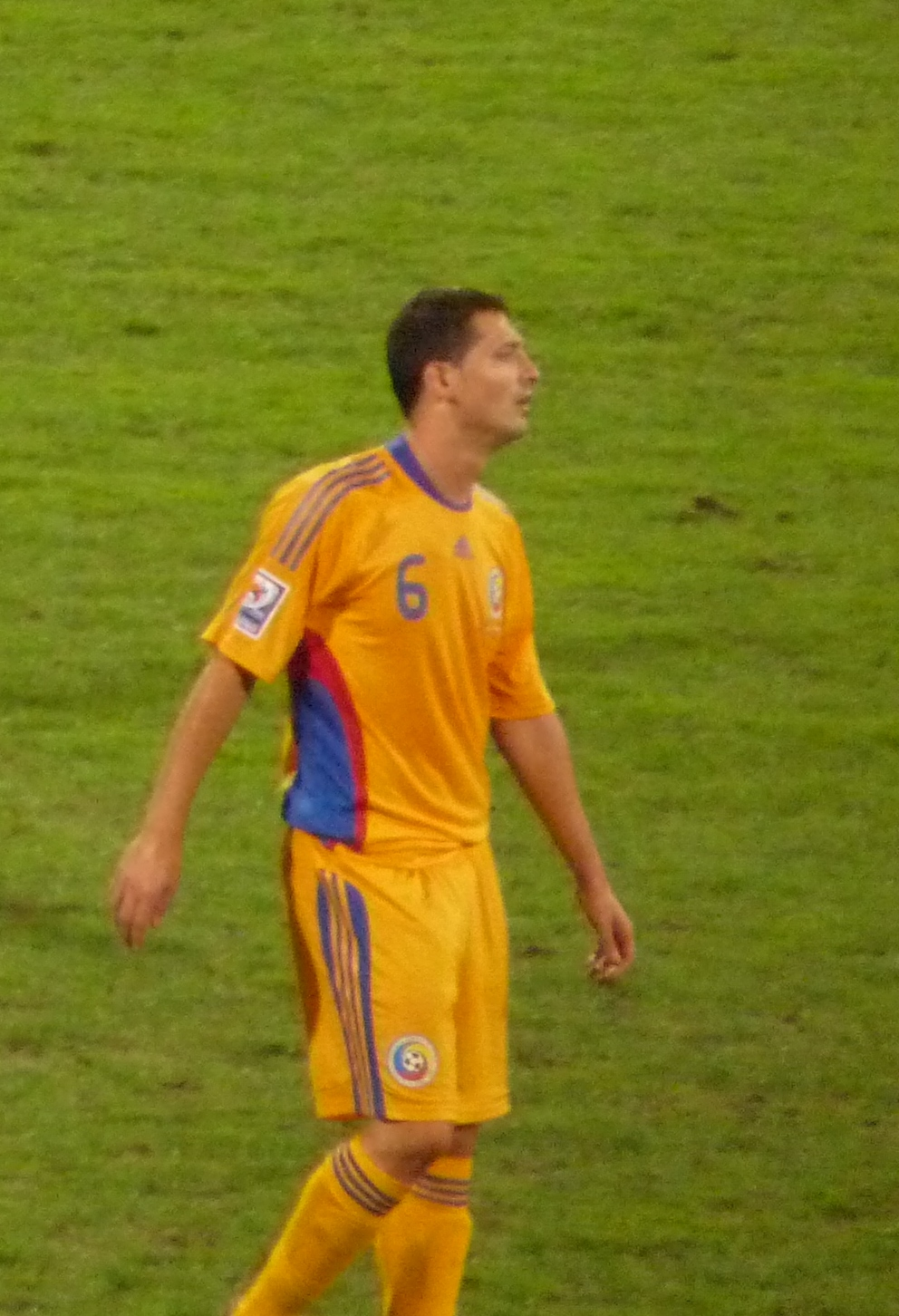
Rădoi amb Romania el Romania el 2009.

Un cop retirat ha estat entrenador.